# Lupulon
Lupulon (auch β-Lupulinsäure oder β-Hopfenbittersäure) ist ein Bitterstoff und namensgebender Vertreter der Lupulone (auch β-Säuren genannt), welche zusammen mit den Humulonen (auch α-Säuren genannt, Derivate des Humulon) Hauptbestandteile der Hopfenbitterstoffe sind.

## Vorkommen

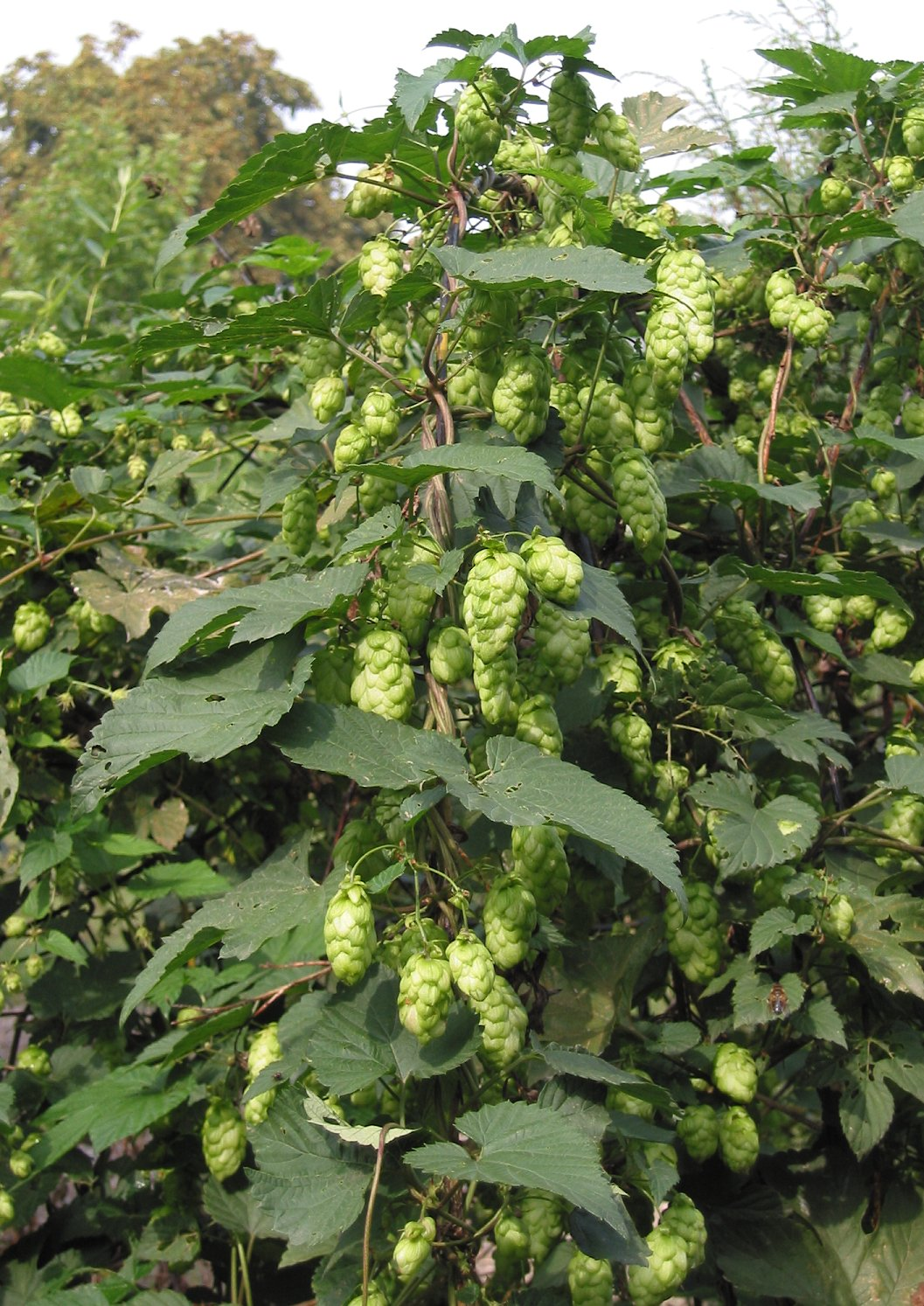
Hopfen (Humulus lupulus)

Das Harz des reifen Hopfens (Humulus lupulus) enthält Lupulon.

## Eigenschaften
Lupulon selbst schmeckt nicht bitter und ist – aufgrund der beim Bierbrauprozesses herrschenden pH-Werte – schlecht löslich und geht somit ungenutzt im Hopfentreber oder dem Trub verloren. Die erwünschte Bitterkeit von Bier wird größtenteils von α-Säuren verursacht, welche eine Seitenkette weniger enthalten und somit polarer und wasserlöslicher sind.
Bei längerer Lagerung werden die ungesättigten Seitenketten der Lupulone durch Luftsauerstoff zu den β-Weichharzen (Hulupone) autooxidiert, die löslich in Würze und Bier sind und deren Bitterkeit erhöhen. Da diese Bitterkeit weniger einheitlich ist als die durch α-Säuren verursachte, werden in der Regel frische Hopfen bevorzugt.
Lupulon und seine Derivate besitzen eine antibiotische Wirkung gegenüber (vorwiegend grampositiven) Bakterien und einigen Pilzen.